# 銅鈸

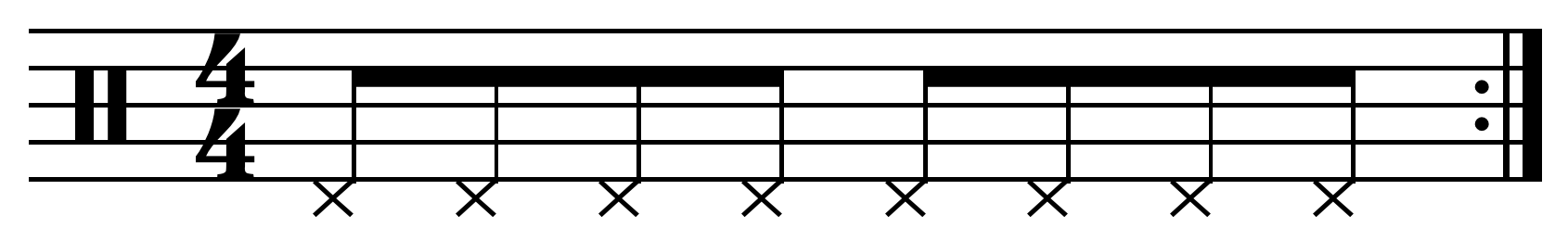
腳踏鈸的音樂特徵。

銅鈸是一種常見的打击乐器。銅鈸一般會是成對的，是由各種合金材質的薄圓盤。大多數銅鈸的音高是可變的。不過有些依西洋早期設計的小型銅鈸音高是固定的（參考鐃鈸）。銅鈸常用在許多不同類型的樂團中，例如交響樂團、鑼鼓隊、爵士樂團，重金屬樂團和仪乐队。爵士鼓一般會有至少一個碎音鈸、疊音鈸及一對腳踏鈸。

## 歷史
古代就已有使用銅鈸的記錄。在亚美尼亚高原（西元前第7世紀）、蘇美時代的拉爾薩、巴比倫尼亞、亚述、古埃及、古希腊及古罗马可以看到銅鈸的浮雕和繪畫。在聖經中也許多有關鈸的記載，其中許多是出現在讚美的詩當中。鈸在西元第三到第四世紀從中亞進入中国。

## 外形
銅鈸的外形會影響所產生的樂音。銅鈸的中心會鑽孔，可以將鈸固定在支架上，或是用帶子穿過鈸以便手持。鈸心（bell）是孔附近突起的部份，其產生的音高會比其他部份要高。鈸面（bow）就是鈸心以外的部份。鈸面有時會分為弓部（ride area）和crash area。前者是較內側，較厚的部份，後者則是較外側，較薄的部份。鈸邊（edge或rim）就是鈸邊緣的部份。
銅鈸會用其直徑（公分或是英寸）來說明其尺寸。銅鈸的尺寸會影響其聲音，較大的銅鈸音量較大，延持（sustain）也會比較長。銅鈸的重量會決定其厚度，對於所產生的聲音以及演奏的方式會有影響。越重的鈸音量越大。越輕的鈸音調會比較低，反應會比較快。

## 尺寸
腳踏鈸（Hi-hat）: 13~15英寸，標準尺寸為14英寸 

碎音鈸（Crash Cymbal）: 13~20英寸，標準尺寸為16及18英寸 

疊音鈸（Ride Cymbal）: 18~24英寸，標準尺寸為20英寸 

水鈸（Splash Cymbal）: 6~12英寸，標準尺寸為10英寸 

中國鈸（China Cymbal）: 12~22英寸，標準尺寸為18英寸 

其实不同的鼓手用的尺寸都不一样，以上的只能当做参考。